# Veremiivka, Bobrîneț
Veremiivka (în ucraineană Вереміївка) este un sat în comuna Cearivne din raionul Bobrîneț, regiunea Kirovohrad, Ucraina.

## Demografie
Componența lingvistică a localității Veremiivka
     Ucraineană (94,31%)
     Română (5,69%)
Conform recensământului din 2001, majoritatea populației localității Veremiivka era vorbitoare de ucraineană (94,31%), existând în minoritate și vorbitori de română (5,69%).